# Netzsch-Gruppe
Erich Netzsch GmbH & Co. Holding KG er en tysk maskinproducent med hovedkvarter i Selb, Bayern. Virksomheden ejes af familien Netzsch. De beskæftiger 3.700 ansatte i 210 afdelinger og i 2019 var deres omsætning på 562 mio. euro. Produkterne er pumper og pumpesystemer samt analyse- og prøvemaskiner til maling og lak.
Thomas og Christian Netzsch grundlagde virksomheden i 1873 i Selb.